# Maarten Krabbé
Maarten Krabbé (Laren (NH), 22 februari 1908 – Amsterdam, 18 februari 2005) was een Nederlands kunstschilder en kunstpedagoog.

## Levensloop
Hij is de zoon van kunstschilder Hendrik Maarten Krabbé (1868-1931) en zangeres Miep Rust (1874-1956). Zijn zusters waren Henny Eskens-Krabbé (verzetsheldin in de Tweede Wereldoorlog) en Lies van Buren-Krabbé.
Krabbé groeide op in Het Gooi, waar hij intensief van de natuur genoot, hetgeen later in zijn werk zichtbaar wordt. Hij verhuisde in 1913 naar Bussum en in 1922 naar Zandvoort.
Na drie jaar op de hbs in Haarlem stond zijn vader hem toe schilder te worden, waarna hij van 1926 tot 1930 een opleiding aan de Rijksakademie van Beeldende Kunsten in Amsterdam volgde.
Hij huwde met Margreet Reiss, schrijfster en vertaalster. Zij kregen twee zonen: Tim Krabbé (schaker en auteur) en Jeroen Krabbé (acteur, regisseur en kunstschilder). Halverwege de jaren vijftig scheidden zij en in 1959 trouwde hij opnieuw, met Helena Verschuur. Zij kregen een zoon, Mirko Krabbé (ontwerper, kunstschilder).
Krabbé bestudeerde in zijn jeugd o.a. het ‘Gelaatsboek’van Petrus Camper (1780) en vindt zijn inspiratie als schilder in het Kubisme, kindertekeningen, René Gockinga (1893-1962), Aubrey Beardsley. Al jong ontdekt hij het experiment met ‘automatisch tekenen’, het vinden van vormen in toevallige lijnen. Ook is hij zeer gevoelig voor het woord en voert een correspondentie met Frederik van Eeden, Dulac, Dr. Paul Gachet (arts van Vincent van Gogh), Carmiggelt, collega schilder Melle. In zijn rijpere jaren als kunstenaar ziet men in zijn werk hoe hij stijlen en composities van bekende collega’s verkent om erin te vinden wat ze zo speciaal maken. We zien werken (schilderijen, etsen, tekeningen, gouaches) in de stijlen van, onder anderen, Cézanne, Matisse, Théodore Géricault, Picasso, Gustave Doré, Édouard Vuillard en Paul Klee, maar steeds met zijn eigen toets en een de levendigheid dat al zijn werk kenmerkt. Net als zijn vader schildert hij veel portretten in opdracht waaronder een van de nazaten van Vincent van Gogh. In de oorlogsjaren 1940-1945 ontstaat een beroemd geworden serie etsen met het onderwerp Don Quichot van Cervantes. Deze 18 etsen vinden na de oorlog hun weg naar het Museo Casa Natal de Cervantes  (Spanje) en vlak voor zijn dood volgen nog acht meesterlijke olieverf schilderijen met hetzelfde onderwerp naar dit museum. In 1949 ontstaan zijn tekeningen en gouaches voor de Bijbel. In de jaren zeventig schildert hij een serie van 72 gouaches over Duizend-en-één-nacht. Zijn latere schilderijen, zoals een grote serie ‘Tuinen’ hebben een geheel eigen sfeer met een kleurkracht en optimisme dat men eerder aan een jongere kunstenaar toedenkt.
Maarten Krabbé ontwikkelde zich tot een belangrijk didacticus, een vernieuwer van het tekenonderwijs voor kinderen. Hij stelde dat men moet uitgaan van de eigen poëzie van het kind. Door middel van de verkenning van technieken als een avontuur en zijn eigen poëtische verhaaltjes schiep hij een grote, fantasievolle ruimte voor de kinderen van waaruit zij konden creëren. Voorbeeld: “Er zijn bomen die dromen van het maken van verre reizen. Ze houden zich daarom kaarsrecht, in de hoop uitgekozen te worden om mast te worden op een schip. Andere bomen daarentegen zijn geheel tevreden op het kleine stukje grond waar zij staan. Zij keren en wenden zich in alle richtingen om zo veel mogelijk te kunnen zien wat zich op hun plekje afspeelt. Ze zijn dus helemaal krom. Weer andere bomen schijnen hoera te roepen. Zij strekken hun ‘armen’ omhoog naar de zon, de wolken en de hemel …”.
Hij schreef veel kunstdidactische boeken voor zowel kinderen op de basisschool, middelbaar onderwijs en leerlingen van de Kweekschool (onderwijzersopleiding). Zijn lezingen door heel Nederland genereerden enthousiasme voor zijn open, creatieve benadering van kunst en kinderen. Hij gaf o.a. les aan de Kohnstamm School en de Volksuniversiteit in Amsterdam. Medio jaren vijftig had Krabbé een televisieprogramma waarin hij kinderen leerde tekenen.
Filmmaker Louis van Gasteren maakte gebruik (2008) van Maarten Krabbés werken over Don Quijote en dichter Frank Starik schreef bij zijn overlijden een gedicht.

## Tentoonstellingen (selectie)
- Galerie Tswin, Zwijndrecht (1968)
- De Hoogovens, IJmuiden (1968)
- Singer Museum. Laren. ‘Drie generaties Krabbé’ (1985)
- Pictura, Dordrecht (1993)
- Krakeling, Amsterdam ‘Eye Love Books’ (1997)
- Voerman Museum, Hattem, ‘Familieverbanden’ (2000)
- Museum Casa Natal de Cervantes, Alcala de Henares, Spanje (2004)
- Museum Jan van der Togt, Amstelveen (2008)

## Werk in collecties (selectie)
- Don Quichote (1947) Serie etsen (18 bladen aangekocht door Biblioteca Nacional de Madrid en momenteel[(sinds) wanneer?] in bezit van Museo Casa Natal de Cervantes[1] in Alcala de Henares, Spanje
- Stedelijk Museum, Amsterdam
- Rijksmuseum, Amsterdam
- Joods Historisch Museum Amsterdam
- Koninklijke Bibliotheek, Den Haag

## Geschriften (selectie)
- Education and Art, Kroniek van Kunst en Kultuur 18e jaargang, no.6, 1955 (Unesco)
- Muizen en bokken houden veel van Papier (Proost, Amsterdam, 1955)
- Het Schema, Parnas, tijdschrift over de Vormgeving no.2 1956
- Verborgen Mogelijkheden (8 delen), uitbeeldingsmogelijkheden voor jonge handen (Sijthoff, Leiden 1961)
- Het Venster Open, Kompasreeks, 2e serie, no. 5 (Samson, 1963)
- Beeld in, Beeld uit, Bouwstenen voor creatieve expressie en muzische vorming Redactie P. Dijkstra (Gottmer, Haarlem 1970)

## Illustraties (selectie)
- De Artapappa’s door J.B. Schuil (1936)
- Honderd vertellingen uit de Bijbel, naverteld door Anne de Vries (Van Goor, Den Haag, 1949)

## Familie Krabbé
- Hendrik Maarten Krabbé (Londen, 1868 – Amsterdam, 1931) – kunstschilder
  - Maarten Krabbé (Laren, 1908 – Amsterdam, 2005) – kunstschilder
    - Tim Krabbé (Amsterdam, 1943) – schrijver, schaker en wielrenner
    - Jeroen Krabbé (Amsterdam, 1944) – acteur, filmregisseur en kunstschilder
      - Martijn Krabbé (Amsterdam, 1968) – radio- en televisiepresentator
      - Jasper Krabbé (Amsterdam, 1970) – graffitischrijver en kunstschilder

    - Mirko Krabbé (Amsterdam, 1960) – beeldend kunstenaar en ontwerper

### Stamboom
|            |            |                |                |                |                | Hendrik Maarten Krabbé | Hendrik Maarten Krabbé | Hendrik Maarten Krabbé | Hendrik Maarten Krabbé | Hendrik Maarten Krabbé | Hendrik Maarten Krabbé |                |                | Miep Rust      | Miep Rust      | Miep Rust     | Miep Rust     | Miep Rust        | Miep Rust        |                  |                  |                  |                  |  |  |  |  |  |  |  |  |  |  |  |  |  |  |  |  |
|            |            |                |                |                |                | Hendrik Maarten Krabbé | Hendrik Maarten Krabbé | Hendrik Maarten Krabbé | Hendrik Maarten Krabbé | Hendrik Maarten Krabbé | Hendrik Maarten Krabbé |                |                | Miep Rust      | Miep Rust      | Miep Rust     | Miep Rust     | Miep Rust        | Miep Rust        |                  |                  |                  |                  |  |  |  |  |  |  |  |  |  |  |  |  |  |  |  |  |
|            |            |                |                |                |                |                        |                        |                        |                        |                        |                        |                |                |                |                |               |               |                  |                  |                  |                  |                  |                  |  |  |  |  |  |  |  |  |  |  |  |  |  |  |  |  |
|            |            | Margreet Reiss | Margreet Reiss | Margreet Reiss | Margreet Reiss | Margreet Reiss         | Margreet Reiss         |                        |                        | Maarten Krabbé         | Maarten Krabbé         | Maarten Krabbé | Maarten Krabbé | Maarten Krabbé | Maarten Krabbé |               |               | Helena Verschuur | Helena Verschuur | Helena Verschuur | Helena Verschuur | Helena Verschuur | Helena Verschuur |  |  |  |  |  |  |  |  |  |  |  |  |  |  |  |  |
|            |            | Margreet Reiss | Margreet Reiss | Margreet Reiss | Margreet Reiss | Margreet Reiss         | Margreet Reiss         |                        |                        | Maarten Krabbé         | Maarten Krabbé         | Maarten Krabbé | Maarten Krabbé | Maarten Krabbé | Maarten Krabbé |               |               | Helena Verschuur | Helena Verschuur | Helena Verschuur | Helena Verschuur | Helena Verschuur | Helena Verschuur |  |  |  |  |  |  |  |  |  |  |  |  |  |  |  |  |
|            |            |                |                |                |                |                        |                        |                        |                        |                        |                        |                |                |                |                |               |               |                  |                  |                  |                  |                  |                  |  |  |  |  |  |  |  |  |  |  |  |  |  |  |  |  |
|            |            |                |                |                |                |                        |                        |                        |                        |                        |                        |                |                |                |                |               |               |                  |                  |                  |                  |                  |                  |  |  |  |  |  |  |  |  |  |  |  |  |  |  |  |  |
| Tim Krabbé | Tim Krabbé | Tim Krabbé     | Tim Krabbé     | Tim Krabbé     | Tim Krabbé     |                        |                        | Jeroen Krabbé          | Jeroen Krabbé          | Jeroen Krabbé          | Jeroen Krabbé          | Jeroen Krabbé  | Jeroen Krabbé  |                |                | Mirko Krabbé  | Mirko Krabbé  | Mirko Krabbé     | Mirko Krabbé     | Mirko Krabbé     | Mirko Krabbé     |                  |                  |  |  |  |  |  |  |  |  |  |  |  |  |  |  |  |  |
| Tim Krabbé | Tim Krabbé | Tim Krabbé     | Tim Krabbé     | Tim Krabbé     | Tim Krabbé     |                        |                        | Jeroen Krabbé          | Jeroen Krabbé          | Jeroen Krabbé          | Jeroen Krabbé          | Jeroen Krabbé  | Jeroen Krabbé  |                |                | Mirko Krabbé  | Mirko Krabbé  | Mirko Krabbé     | Mirko Krabbé     | Mirko Krabbé     | Mirko Krabbé     |                  |                  |  |  |  |  |  |  |  |  |  |  |  |  |  |  |  |  |
|            |            |                |                |                |                |                        |                        |                        |                        |                        |                        |                |                |                |                |               |               |                  |                  |                  |                  |                  |                  |  |  |  |  |  |  |  |  |  |  |  |  |  |  |  |  |
|            |            |                |                | Martijn Krabbé | Martijn Krabbé | Martijn Krabbé         | Martijn Krabbé         | Martijn Krabbé         | Martijn Krabbé         |                        |                        | Jasper Krabbé  | Jasper Krabbé  | Jasper Krabbé  | Jasper Krabbé  | Jasper Krabbé | Jasper Krabbé |                  |                  |                  |                  |                  |                  |  |  |  |  |  |  |  |  |  |  |  |  |  |  |  |  |